# Стокхолм (Јужна Дакота)
Стокхолм (енгл. Stockholm) град је у америчкој савезној држави Јужна Дакота.

## Демографија
По попису из 2010. године број становника је 108, што је 3 (2,9%) становника више него 2000. године.
| Група             | 2000.       | 2010.      |
| Белци             | 103 (98,1%) | 99 (91,7%) |
| Афроамериканци    | 0 (0,0%)    | 0 (0,0%)   |
| Азијати           | 0 (0,0%)    | 0 (0,0%)   |
| Хиспаноамериканци | 0 (0,0%)    | 1 (0,9%)   |
| Укупно            | 105         | 108        |